# Lathamus discolor
Lathamus discolor là một loài chim trong họ Psittacidae.